# Humanity – Hour 1
Humanity – Hour 1 – album koncepcyjny niemieckiego zespołu muzycznego Scorpions. W Europie płyta została wydana 14 maja 2007 roku. Nie jest znana data wydania w USA.
Zapowiedzianym singlem z tego albumu jest Humanity.

## Lista utworów
1. „Hour I” – 03:26
2. „The Game of Life” – 04:04
3. „We Were Born to Fly” – 03:59
4. „The Future Never Dies” – 04:03
5. „You’re Lovin’ Me to Death” – 03:15
6. „321” – 03:53
7. „Love Will Keep Us Alive” – 04:32
8. „We Will Rise Again” – 03:49
9. „Your Last Song” – 03:44
10. „Love Is War” – 04:20
11. „The Cross” – 04:28
12. „Humanity” – 05:26
13. „Cold” – 03:52
14. „Humanity” (wersja dla rozgłośni radiowych) – 04:06

Ostatnie dwa utwory znajdują się jedynie na limitowanym wydaniu i na winylu.

## Twórcy

### Zespół
- Klaus Meine – śpiew
- Matthias Jabs – gitara prowadząca
- Rudolf Schenker – gitara rytmiczna
- Paweł Mąciwoda – gitara basowa
- James Kottak – instrumenty perkusyjne

### Goście
- Billy Corgan – śpiew w utworze The Cross